# Sphaeroniscus pilosus
Sphaeroniscus pilosus är en kräftdjursart som beskrevs av Albert Vandel 1972. Sphaeroniscus pilosus ingår i släktet Sphaeroniscus och familjen Scleropactidae. Inga underarter finns listade i Catalogue of Life.